# Барруело-дель-Вальє
Барруело-дель-Вальє (ісп. Barruelo del Valle) — муніципалітет в Іспанії, у складі автономної спільноти Кастилія-і-Леон, у провінції Вальядолід. Населення — 61 особа (2010).
Муніципалітет розташований на відстані близько 180 км на північний захід від Мадрида, 28 км на захід від Вальядоліда.

## Демографія
Динаміка населення (INE ):